# کانتون (میشیگان)
کانتون (به انگلیسی: Canton) یک منطقهٔ مسکونی در ایالات متحده آمریکا است که در میشیگان واقع شده‌است. کانتون ۹۳٫۲ کیلومتر مربع مساحت و ۹۰٬۱۷۳ نفر جمعیت دارد و ۲۰۷ متر بالاتر از سطح دریا واقع شده‌است.